# Liste der Lieder von Machine Head

Bandlogo

Dies ist eine Liste der Lieder der US-amerikanischen Thrash-Metal-Band Machine Head. Die Liste ist alphabetisch sortiert.

## Legende
- Titel: Nennt den Namen des Liedes. Auf dem Album Of Kingdom and Crown werden alle Titel in Versalien und der Buchstabe „O“ als „Ø“ stilisiert. Als Single veröffentlichte Lieder sind grün, Coverversionen blau unterlegt. Ferner werden bei Coverversionen die Originalinterpreten genannt.
- Autoren: Nennt die Autores des Liedes.
- Album: Nennt das Album, auf dem das Lied erschien. Bei orange markierten Titeln handelt es sich um Bonustracks, die nicht auf allen Versionen des Albums vertreten sind.
- Jahr: Nennt das Veröffentlichungsjahr.

## Die Lieder

### A
| #  | Titel                        | Autoren             | Album                        | Jahr |
| -- | ---------------------------- | ------------------- | ---------------------------- | ---- |
| 1  | A Nation on Fire             | Flynn, Machine Head | Burn My Eyes                 | 1994 |
| 2  | A Thousand Lies              | Flynn, Machine Head | Burn My Eyes                 | 1994 |
| 3  | Aesthetics of Hate           | Flynn, Duce         | The Blackening               | 2007 |
| 4  | Alan’s on Fire (Poison Idea) | Jerry A.            | Burn My Eyes                 | 1994 |
| 5  | Alcoholocaust                | Flynn, Machine Head | The Burning Red              | 1999 |
| 6  | All Falls Down               | Flynn, McClain      | Through the Ashes of Empires | 2003 |
| 7  | All in Your Head             | Machine Head        | Supercharger                 | 2001 |
| 8  | American High                | Machine Head        | Supercharger                 | 2001 |
| 9  | Arrows in Words from the Sky | Flynn, MacEachern   | Of Kingdom and Crown         | 2022 |
| 10 | Assimilate                   | Flynn               | Of Kingdom and Crown         | 2022 |

### B
| #  | Titel                           | Autoren                     | Album                        | Jahr |
| -- | ------------------------------- | --------------------------- | ---------------------------- | ---- |
| 1  | Bastards                        | Machine Head                | Catharsis                    | 2018 |
| 2  | Battery (Metallica)             | Hetfield, Ulrich            | The Blackening               | 2007 |
| 3  | Bay of Pigs                     | Duce, Flynn, Mader, McClain | The More Things Change...    | 1997 |
| 4  | Beautiful Mourning              | Flynn, Demmel               | The Blackening               | 2007 |
| 5  | Become the Firestorm            | Flynn                       | Of Kingdom and Crown         | 2022 |
| 6  | Behind the Mask                 | Machine Head                | Catharsis                    | 2018 |
| 7  | Beneath the Slit                | Flynn                       | Bloodstone & Diamonds        | 2014 |
| 8  | Be Still and Know               | Flynn, Demmel               | Unto the Locust              | 2011 |
| 9  | Beyond the Pale                 | Machine Head                | Catharsis                    | 2018 |
| 10 | Bite the Bullet                 | Flynn                       | Through the Ashes of Empires | 2003 |
| 11 | Blank Generation                | Machine Head                | Supercharger                 | 2001 |
| 12 | Blistering                      | Duce, Flynn, Mader, McClain | The More Things Change...    | 1997 |
| 13 | Block                           | Flynn, Machine Head         | Burn My Eyes                 | 1994 |
| 14 | Blood for Blood                 | Flynn, Machine Head         | Burn My Eyes                 | 1994 |
| 15 | Blood of the Zodiac             | Duce, Flynn, Mader, McClain | The More Things Change...    | 1997 |
| 16 | The Blood, the Sweat, the Tears | Flynn, Machine Head         | The Burning Red              | 1999 |
| 17 | Bloodshot                       | Flynn, MacEachern, Kiełtyka | Of Kingdom and Crown         | 2022 |
| 18 | Brown Acid                      | Machine Head                | Supercharger                 | 2001 |
| 19 | Bulldozer                       | Machine Head                | Supercharger                 | 2001 |
| 20 | The Burning Red                 | Flynn, Machine Head         | The Burning Red              | 1999 |

### C
| # | Titel                           | Autoren                | Album                     | Jahr |
| - | ------------------------------- | ---------------------- | ------------------------- | ---- |
| 1 | California Bleeding             | Machine Head           | Catharsis                 | 2018 |
| 2 | Catharsis                       | Machine Head           | Catharsis                 | 2018 |
| 3 | Choke on the Ashes of Your Hate | Flynn, MacEachern      | Of Kingdom and Crown      | 2022 |
| 4 | Clenching the Fists of Dissent  | Flynn, McClain, Demmel | The Blackening            | 2007 |
| 5 | Colors (Ice-T)                  | Ice-T, Afrika Islam    | The More Things Change... | 1997 |
| 6 | Crashing Around You             | Machine Head           | Supercharger              | 2001 |

### D
| #  | Titel                       | Autoren                     | Album                        | Jahr |
| -- | --------------------------- | --------------------------- | ---------------------------- | ---- |
| 1  | Damage Inside               | NcClain, Flynn              | Bloodstone & Diamonds        | 2014 |
| 2  | Darkness Within             | Flynn, Demmel, McClain      | Unto the Locust              | 2011 |
| 3  | Davidian                    | Flynn, Machine Head         | Burn My Eyes                 | 1994 |
| 4  | Days Turn Blue to Gray      | Flynn, Demmel               | Through the Ashes of Empires | 2003 |
| 5  | Deafening Silence           | Machine Head                | Supercharger                 | 2001 |
| 6  | Death Church                | Flynn, Machine Head         | Burn My Eyes                 | 1994 |
| 7  | Declaration                 | Machine Head                | Supercharger                 | 2001 |
| 8  | Descend the Shades of Night | Flynn, McClain              | Through the Ashes of Empires | 2003 |
| 9  | Desire to Fire              | Flynn, Machine Head         | The Burning Red              | 1999 |
| 10 | Devil With the King’s Card  | Flynn, Machine Head         | The Burning Red              | 1999 |
| 11 | Down to None                | Duce, Flynn, Mader, McClain | The More Things Change...    | 1997 |

### E
| # | Titel             | Autoren             | Album                        | Jahr |
| - | ----------------- | ------------------- | ---------------------------- | ---- |
| 1 | Elegy             | Flynn, McClain      | Through the Ashes of Empires | 2003 |
| 2 | Enter the Phoenix | Flynn, Machine Head | The Burning Red              | 1999 |
| 3 | Eulogy            | Machine Head        | Catharsis                    | 2018 |
| 4 | Exhale the Vile   | Flynn, Machine Head | The Burning Red              | 1999 |
| 5 | Exteroception     | Flynn               | Of Kingdom and Crown         | 2022 |
| 6 | Eyes of the Dead  | Flynn               | Bloodstone & Diamonds        | 2014 |

### F
| # | Titel          | Autoren                     | Album                     | Jahr |
| - | -------------- | --------------------------- | ------------------------- | ---- |
| 1 | Five           | Flynn, Machine Head         | The Burning Red           | 1999 |
| 2 | From This Day  | Flynn, Machine Head         | The Burning Red           | 1999 |
| 3 | The Frontlines | Duce, Flynn, Mader, McClain | The More Things Change... | 1997 |

### G
| # | Titel                      | Autoren                            | Album                 | Jahr |
| - | -------------------------- | ---------------------------------- | --------------------- | ---- |
| 1 | Game Over                  | Flynn, Demmel                      | Bloodstone & Diamonds | 2014 |
| 2 | Ghosts Will Haunt My Bones | Flynn, Demmel, MacEachern, McClain | Bloodstone & Diamonds | 2014 |
| 3 | Grind You Down             | Machine Head                       | Catharsis             | 2018 |

### H
| # | Titel                              | Autoren                       | Album           | Jahr |
| - | ---------------------------------- | ----------------------------- | --------------- | ---- |
| 1 | Hallowed Be Thy Name (Iron Maiden) | Harris                        | The Blackening  | 2007 |
| 2 | Halo                               | Flynn, McClain, Demmel, Duce  | The Blackening  | 2007 |
| 3 | Hard Times (Cro-Mags)              | Flanagan, Joseph, Mayhew      | The Blackening  | 2007 |
| 4 | Heavy Lies the Crown               | Machine Head                  | Catharsis       | 2018 |
| 5 | Hole in the Sky (Black Sabbath)    | Butler, Iommi, Osbourne, Ward | Supercharger    | 2001 |
| 6 | Hope Begets Hope                   | Machine Head                  | Catharsis       | 2018 |
| 7 | House of Suffering (Bad Brains)    | Hudson, Miller                | The Burning Red | 1999 |

### I
| # | Titel                         | Autoren             | Album                        | Jahr |
| - | ----------------------------- | ------------------- | ---------------------------- | ---- |
| 1 | I Am Hell (Sonata in C#)      | Flynn, Demmel       | Unto the Locust              | 2011 |
| 2 | I Defy                        | Flynn, Machine Head | The Burning Red              | 1999 |
| 3 | I’m Your God Now              | Flynn, Machine Head | Burn My Eyes                 | 1994 |
| 4 | Imaginal Cells                | Demmel, Flynn       | Bloodstone & Diamonds        | 2014 |
| 5 | Imperium                      | Flynn, McClain      | Through the Ashes of Empires | 2003 |
| 6 | In Comes the Flood            | Flynn, MacEachern   | Bloodstone & Diamonds        | 2014 |
| 7 | In the Presence of My Enemies | Flynn, Demmel       | Through the Ashes of Empires | 2003 |
| 8 | Is There Anybody Out There?   | Flynn, McClain      | –                            | 2016 |

### K
| # | Titel                     | Autoren           | Album                 | Jahr |
| - | ------------------------- | ----------------- | --------------------- | ---- |
| 1 | Kaleidoscope              | Machine Head      | Catharsis             | 2018 |
| 2 | Kick You When You’re Down | Machine Head      | Supercharger          | 2001 |
| 3 | Killers & Kings           | Demmel, Flynn     | Bloodstone & Diamonds | 2014 |
| 4 | Kill Thy Enemies          | Flynn, MacEachern | Of Kingdom and Crown  | 2022 |

### L
| # | Titel           | Autoren       | Album                        | Jahr |
| - | --------------- | ------------- | ---------------------------- | ---- |
| 1 | Left Unfinished | Flynn         | Through the Ashes of Empires | 2003 |
| 2 | Locust          | Flynn, Demmel | Unto the Locust              | 2011 |

### M
| # | Titel                            | Autoren                     | Album                     | Jahr |
| - | -------------------------------- | --------------------------- | ------------------------- | ---- |
| 1 | Message in a Bottle (The Police) | Sting                       | The Burning Red           | 1999 |
| 2 | My Hands Are Empty               | Flynn, MacEachern, Mader    | Of Kingdom and Crown      | 2022 |
| 3 | My Misery                        | Duce, Flynn, Mader, McClain | The More Things Change... | 1997 |

### N
| # | Titel                    | Autoren             | Album                 | Jahr |
| - | ------------------------ | ------------------- | --------------------- | ---- |
| 1 | Nausea                   | Machine Head        | Supercharger          | 2001 |
| 2 | Negative Creep (Nirvana) | Cobain              | B-Sides & Rarities    | 2012 |
| 3 | Night of Long Knives     | Flynn               | Bloodstone & Diamonds | 2014 |
| 4 | No Gods, No Masters      | Flynn, MacEachern   | Of Kingdom and Crown  | 2022 |
| 5 | None But My Own          | Flynn, Machine Head | Burn My Eyes          | 1994 |
| 6 | Nothing Left             | Flynn, Machine Head | The Burning Red       | 1999 |
| 7 | Now I Lay Thee Down      | Flynn, Demmel       | The Blackening        | 2007 |
| 8 | Now We Die               | Flynn, Demmel       | Bloodstone & Diamonds | 2014 |

### O
| # | Titel                              | Autoren             | Album                    | Jahr |
| - | ---------------------------------- | ------------------- | ------------------------ | ---- |
| 1 | Old                                | Flynn, Machine Head | Burn My Eyes             | 1994 |
| 2 | Only the Names                     | Machine Head        | Supercharger             | 2001 |
| 3 | Our Darkest Days/Bleeding (Ignite) | Ignite              | Killers & Kings (Single) | 2014 |
| 4 | Overdose                           | Flynn               | Of Kingdom and Crown     | 2022 |

### P
| # | Titel                                             | Autoren                       | Album                     | Jahr |
| - | ------------------------------------------------- | ----------------------------- | ------------------------- | ---- |
| 1 | Pearls Before Swine                               | Flynn, Demmel, McClain        | Unto the Locust           | 2011 |
| 2 | The Possibility of Life’s Destruction (Discharge) | Morris, Bones, Rainy, Maloney | The More Things Change... | 1997 |
| 3 | Psychotic                                         | Machine Head                  | Catharsis                 | 2018 |

### R
| # | Titel                         | Autoren             | Album                | Jahr |
| - | ----------------------------- | ------------------- | -------------------- | ---- |
| 1 | The Rage to Overcome          | Flynn, Machine Head | Burn My Eyes         | 1994 |
| 2 | Razorblade Smile              | Machine Head        | Catharsis            | 2018 |
| 3 | Real Eyes, Realize, Real Lies | Flynn, Machine Head | Burn My Eyes         | 1994 |
| 4 | Rotten                        | Flynn               | Of Kingdom and Crown | 2022 |

### S
| #  | Titel                       | Autoren                     | Album                        | Jahr |
| -- | --------------------------- | --------------------------- | ---------------------------- | ---- |
| 1  | Sail into the Black         | Flynn, Demmel, McClain      | Bloodstone & Diamonds        | 2014 |
| 2  | Scream at the Sun           | Machine Head                | Catharsis                    | 2018 |
| 3  | Seasons Wither              | Flynn, Demmel               | Through the Ashes of Empires | 2003 |
| 4  | The Sentinel (Judas Priest) | Tipton, Halford, Downing    | Unto the Locust              | 2011 |
| 5  | Silver (Take My Hand)       | Flynn, Machine Head         | The Burning Red              | 1999 |
| 6  | Slanderous                  | Flynn, Demmel               | The Blackening               | 2007 |
| 7  | Slaughter the Martyr        | Flynn, MacEachern           | Of Kingdom and Crown         | 2022 |
| 8  | Spine                       | Duce, Flynn, Mader, McClain | The More Things Change...    | 1997 |
| 9  | Struck a Nerve              | Duce, Flynn, Mader, McClain | The More Things Change...    | 1997 |
| 10 | Supercharger                | Machine Head                | Supercharger                 | 2001 |

### T
| # | Titel                    | Autoren                     | Album                     | Jahr |
| - | ------------------------ | --------------------------- | ------------------------- | ---- |
| 1 | Take Me Through the Fire | Demmel, Flynn               | Bloodstone & Diamonds     | 2014 |
| 2 | Take My Scars            | Duce, Flynn, Mader, McClain | The More Things Change... | 1997 |
| 3 | Ten Fold                 | Machine Head                | Supercharger              | 2001 |
| 4 | Ten Ton Hammer           | Duce, Flynn, Mader, McClain | The More Things Change... | 1997 |
| 5 | Terminus                 | Flynn                       | Of Kingdom and Crown      | 2022 |
| 6 | This Is the End          | Flynn                       | Unto the Locust           | 2011 |
| 7 | Trephination             | Machine Head                | Supercharger              | 2001 |
| 8 | Triple Beam              | Machine Head                | Catharsis                 | 2018 |

### U
| # | Titel      | Autoren                     | Album                | Jahr |
| - | ---------- | --------------------------- | -------------------- | ---- |
| 1 | Unhallowed | Flynn, MacEachern, Kiełtyka | Of Kingdom and Crown | 2022 |

### V
| # | Titel    | Autoren                     | Album                        | Jahr |
| - | -------- | --------------------------- | ---------------------------- | ---- |
| 1 | Vim      | Flynn, Duce, McClain        | Through the Ashes of Empires | 2003 |
| 2 | Violate  | Duce, Flynn, Mader, McClain | The More Things Change...    | 1997 |
| 3 | Volatile | Machine Head                | Catharsis                    | 2018 |

### W
| # | Titel                  | Autoren              | Album                        | Jahr |
| - | ---------------------- | -------------------- | ---------------------------- | ---- |
| 1 | White-Knuckle Blackout | Machine Head         | Supercharger                 | 2001 |
| 2 | Who We Are             | Flynn                | Unto the Locust              | 2011 |
| 3 | Wipe the Tears         | Flynn, Duce, McClain | Through the Ashes of Empires | 2003 |
| 4 | Witch Hunt (Rush)      | Lee, Lifeson         | Unto the Locust              | 2011 |
| 5 | Wolves                 | Flynn, Duce, Demmel  | The Blackening               | 2007 |